# محمد الضيف (عداء مغربي)
محمد الضيف هو رياضي ألعاب قوى بارالمبي مغربي متخصص في مسابقة القفز الطولي ضمن فئة إف 46.
فاز محمد بالميدالية الفضية ضمن منافسة القفز الطولي في الألعاب البارالمبية الصيفية 2004 في أثينا عاصمة اليونان.

## سجل المشاركات
| الدورة | الفئة | المسابقة                                        | النهائي | النهائي | النهائي    |
| الدورة | الفئة | المسابقة                                        | النتيجة | التنقيط | الترتيب    |
| ------ | ----- | ----------------------------------------------- | ------- | ------- | ---------- |
| 2004   | إف 46 | ألعاب القوى في الألعاب البارالمبية الصيفية 2004 | 7.07    | -       | 02 ! [ 3 ] |

## أنظر أيضا
- المغرب في الألعاب البارالمبية الصيفية 2004